# تشارلز لينوكس ريموند
تشارلز لينوكس ريموند (بالإنجليزية: Charles Lenox Remond)‏ (المولود في 1 فبراير عام 1810، المتوفى في 22 ديسمبر من عام 1873): هو خطيب أمريكي وناشط مدني وأحد المطالبين بإبطال الاسترقاق عاش في ولاية ماساتشوستس الأمريكية. ألقى ريموند محاضراتٍ داعية لإلغاء الاسترقاق في مناطق شمالي وشرقي البلاد، وسافر في عام 1840 إلى الجزر البريطانية برفقة وليام لويد جاريسون. قام ريموند، خلال الحرب الأهلية الأمريكية، بتجنيد السود في قوات الملونين في جيش الاتحاد، وساعد في توظيف أول وحدتين عسكريتين أُرسلتا من ماساتشوستس. وُلد ريموند في عائلة من رجال الأعمال الأمريكيين ذوي الأصل الأفريقي، وكان شقيق سارة باركر ريموند، التي حاضرت في إلغاء العبودية.

## سيرته الشخصية

### أولى سنوات حياته
وُلد ريموند في مدينة سالم بولاية ماساتشوستس لجون ريموند، الذي كان رجلًا حرًا أسود البشرة من جزيرة كوراساو، وكان يمتهن مهنة الحلاقة، ونانسي لينوكس، ابنة إحدى العائلات البوسطنية البارزة، التي كانت تعمل أيضًا في الحلاقة، وفي تعهدات تقديم الطعام. ألغى الدستور الجديد لولاية ماساتشوستس –الذي وُضع بعد الثورة- العبودية بشكل فعال. بدأ تشارلز ريموند الابن الأكبر بين ثمانية أبناء نشاطاته المناهضة للعبودية في وقت مبكر من حياته. إخوته هم: نانسي وسيسيليا وماريتشي خوان وكارولين وسارة باركر وكان شقيقه الأصغر جون ريموند.
بدأ ريموند، في العشرينات من عمره، يتحدث عن إبطال الاسترقاق في التجمعات العامة والمؤتمرات في ولايات ماساتشوستس، ورود آيلاند، ومين، وبنسلفانيا.

### نشاطه
اختارت جمعية ماساتشوستس لمكافحة العبودية في عام 1838 ريموند ضمن وكلائها. سافر ريموند في عام 1849 إلى لندن لحضور مؤتمر مكافحة الاسترقاق العالمي بصفته مندوبًا عن الجمعية الأمريكية لمكافحة العبودية، مع ويليام لويد جاريسون، أحد أهم الأمريكيين الذين عملوا بنشاط على إلغاء الاسترقاق. اكتسب ريموند الشاب سمعةً بأنه محاضر بليغ، ويُقال بأنه كان أول متحدث أسود البشرة يطالب بإبطال الاسترقاق. وُصف بأنه يقدم نفسه على أنه مناضل وداهية.
اقترح ريموند إعادة النظر في القرار المُقترح في المؤتمر الوطني الأول للملونين في فيلادلفيا، بنسلفانيا (عام 1830)، الذي طالب السود بمغادرة «أي كنيسة» جماعية «تمارس التمييز ضدهم في الجلوس على مقاعد الكنيسة أو على طاولة التناول». وتم تبني القرار.
في عام 1840، وعندما حُرمت المندوبات النساء من الحصول على مقاعد لحضور المؤتمر العالمي لمكافحة الاسترقاق في لندن، اعترض تشارلز لينوكس ريموند على ذلك مع ويليام لويد جاريسون وغادرا المؤتمر مع النساء.
في عام 1857، وفي اجتماع عقده ريموند مع شقيقته سارة في بلدة نيو برايتون بولاية بنسلفانيا، قال ريموند: «متى يتعلم العالم أن «العقل هو ما يصنع الإنسان»-- الخير والقيم الأخلاقية ونزاهة الروح، هي الاختبارات الحقيقية للشخصية. في حال فهم العالم هذه المعادلة، لن يبقى هناك حاجة للمطالبات بالتوقف عن التمييز حسب لون البشرة أو الطبقة الاجتماعية».
خلال الحرب الأهلية، جنّد ريموند مجموعة من العسكريين سود البشرة في ولاية ماساتشوستس ضمن القوات الملونة التابعة لجيش الاتحاد في الولايات المتحدة الأمريكية، مساعدًا بذلك الرجال في أولى الوحدات المشهورة المبكرة التي انطوت تحت قوة مشاة ماساتشوستس الرابعة والخمسين.

## وصلات خارجية
- أعمال أو نبذة عن تشارلز لينوكس ريموند على أرشيف الإنترنت
- "تشارلز لينوكس ريموند". فايند أغريف. اطلع عليه بتاريخ 2009-04-01.